# Enfants Terribles
Enfants Terribles（アンファン・テリブル）は、日本のプロレスラーによるユニット。

## 概要
芦野祥太郎が中心となり結成。ユニット名は「恐るべき子供たち」を意味するフランス語で、「キャリアに囚われず変革を起こす」という意味を込めている。
WRESTLE-1にて活動し、同団体の活動休止後は全日本プロレスに舞台を移し活動を続けている。

## 経歴

### WRESTLE-1
2017年8月11日、WRESTLE-1後楽園ホール大会にて、芦野祥太郎・児玉裕輔・立花誠吾の3人でユニットを結成。10月にはドランク・アンディが加入。
2018年4月18日、熊ゴローが加入（5月6日に「羆嵐」に改名）。また5月6日にはドランク・アンディがマスクを脱ぎ正体（新井健一郎）を表し、立花が追放される。しかし新井も同年中に離脱。
2020年3月31日、WRESTLE-1が活動を無期限休止し、所属選手も全員契約解除となった。

### 全日本プロレス
4月6日、全日本プロレス新木場1stRING大会（無観客試合）に芦野が登場し、参戦を表明。その後、4月30日には児玉が、5月5日には羆嵐が合流し、WRESTLE-1時代のメンバーが勢ぞろいした。6月30日、芦野が諏訪魔の保持する三冠ヘビー級王座に挑戦するも敗北。児玉も世界ジュニアヘビー級王座の次期挑戦権を賭けて岩本煌史と対決するも敗れた。
7月13日、第5回あすなろ杯争奪リーグ戦の最終戦で田村男児に敗れ準優勝に終わった大森北斗が、試合後に自由を求めて加入を宣言。芦野も承諾し、全日本プロレス所属選手初のメンバーとなった。
8月30日、WRESTLE-1時代は別ユニットに属していた土肥こうじが加入した。
2021年1月24日、芦野が諏訪魔と2回目の三冠戦に臨み、セコンド介入を拒んだクリーンファイトで善戦するも敗北。その後から芦野と北斗や羆嵐らとの不協和音が生じはじめ、2月23日の6人タッグマッチで芦野が他メンバー全員に裏切られる形で分裂。なお芦野は自身ひとりでEnfants Terriblesを継続する意向を示した。

## メンバー
- 芦野祥太郎（リーダー、2017年8月11日 - ）

### 元メンバー
- 立花誠吾（2017年8月11日 - 2018年5月6日）
- 新井健一郎（2017年10月 - 2018年）
- 児玉裕輔（2017年8月11日 - 2021年2月23日）
- 羆嵐（2018年4月18日 - 2021年2月23日）
- 大森北斗（2020年7月13日 - 2021年2月23日）
- 土肥こうじ（2020年8月30日 - 2021年2月23日）

## タイトル歴
WRESTLE-1
- WRESTLE-1チャンピオンシップ

芦野祥太郎（第11代、第13代）
- WRESTLE-1タッグチャンピオンシップ

芦野祥太郎&羆嵐（第14代）
芦野祥太郎&児玉裕輔（第19代）
- WRESTLE-1クルーザーディビジョンチャンピオンシップ

児玉裕輔（第12代）
- WRESTLE-1リザルトチャンピオンシップ

立花誠吾（第3代）
羆嵐（第7代）
- UWA世界6人タッグ王座

芦野祥太郎&児玉裕輔&立花誠吾（第60代）
- WRESTLE-1 GRAND PRIX

芦野祥太郎（2018年優勝）
全日本プロレス
- 世界タッグ王座

諏訪魔&芦野祥太郎（第89代）